# Saint-Vivien, Charente-Maritime
Saint-Vivien là một xã trong tỉnh Charente-Maritime trong vùng Nouvelle-Aquitaine, tây nam nước Pháp. Xã Saint-Vivien, Charente-Maritime nằm ở khu vực có độ cao trung bình 4 mét trên mực nước biển.

## Lịch sử biến động dân số
| Năm  | Dân số | Mật độ  | Phần trăm của tổng |
| ---- | ------ | ------- | ------------------ |
| 1962 | 355    | -       | -                  |
| 1968 | 356    | -       | -                  |
| 1975 | 382    | -       | -                  |
| 1982 | 625    | -       | -                  |
| 1990 | 702    | -       | -                  |
| 1999 | 851    | 102/km² | 4.58%              |